# Divatalnokok
A Divatalnokok (eredeti cím: Just Shoot Me!) 1997-ben bemutatott amerikai szituációs komédia, melyet Steven Levitan alkotott meg. A főbb szerepekben Laura San Giacomo, David Spade, Wendie Malick, George Segal és Enrico Colantoni látható.
Az első évad 1997. március 4-én debütált az NBC-n. A 2003-ig hét évadot megért sorozat összesen hét Golden Globe- és hat Primetime Emy-jelölést szerzett. Magyarországon az AXN mutatta be 2008. július 26-án.

## Cselekmény
A sorozat a fiktív Blush magazin székhelyén játszódik és a szerkesztőség – Jack Gallo (George Segal) a magazin tulajdonosa és lapkiadója, Maya Gallo (Laura San Giacomo) író és szerkesztő, Nina Van Horn (Wendie Malick) egykori szupermodell és divatszerkesztő, Elliot DiMauro (Enrico Colantoni) fotós és Dennis Finch (David Spade), Jack asszisztense – mindennapi életét mutatja be.

## Szereplők
| Színész           | Szerep                  | Magyar hang        |
| ----------------- | ----------------------- | ------------------ |
| Laura San Giacomo | Maya Gallo              | Kisfalvi Krisztina |
| David Spade       | Dennis Finch            | Rajkai Zoltán      |
| Wendie Malick     | Nina Van Horn           | Farkasinszky Edit  |
| George Segal      | Jack Gallo              | Forgács Gábor      |
| Enrico Colantoni  | Elliot DiMauro          | Szokol Péter       |
| Chris Hogan       | Wally Dick (1997)       |                    |
| Rena Sofer        | Vicki Costa (2002–2003) |                    |
| Brian Posehn      | Kevin Liotta            |                    |

## Epizódok
| Évad | Évad | Epizódok | Eredeti sugárzás     | Eredeti sugárzás   | Eredeti adó |
| Évad | Évad | Epizódok | Évadpremier          | Évadfinálé         | Eredeti adó |
| ---- | ---- | -------- | -------------------- | ------------------ | ----------- |
|      | 1    | 6        | 1997. március 4.     | 1997. március 26.  | NBC         |
|      | 2    | 25       | 1997. szeptember 23. | 1998. május 12.    | NBC         |
|      | 3    | 25       | 1998. szeptember 22. | 1999. május 25.    | NBC         |
|      | 4    | 24       | 1999. szeptember 21. | 2000. május 16.    | NBC         |
|      | 5    | 22       | 2000. október 12.    | 2001. május 10.    | NBC         |
|      | 6    | 22       | 2001. szeptember 27. | 2002. május 2.     | NBC         |
|      | 7    | 24       | 2002. október 8.     | 2003. november 26. | NBC         |

## Fordítás
- Ez a szócikk részben vagy egészben  a   Just Shoot Me! című angol Wikipédia-szócikk ezen változatának fordításán alapul.  Az eredeti cikk szerkesztőit annak laptörténete sorolja fel. Ez a jelzés csupán a megfogalmazás eredetét és a szerzői jogokat jelzi, nem szolgál a cikkben szereplő információk forrásmegjelöléseként.